# Эстроф
Эстро́ф (фр. Hestroff) — коммуна во французском департаменте Мозель региона Лотарингия. Относится к кантону Бузонвиль.

## Географическое положение
Эстроф расположен в 25 км к северо-востоку от Меца. Соседние коммуны: Фрестроф на северо-востоке, Анзелен и Оллен на востоке, Гомланж и Беттанж на юго-востоке, Пибланж на юго-западе, Эберсвиллер на северо-западе.

## История
- Коммуна бывшего герцогства Лотарингия.
- Принадлежала аббатству Сен-Пьер в Меце, частично была выкуплена аббатством цистерцианцев в Виллер-Беттнаш

## Демография
По переписи 2008 года в коммуне проживало 402 человека.	

## Достопримечательности
- Церковь Сен-Жан-Батист, 1730 года.
- Линия Мажино: бункеры Бусс и Анзелен в окрестностях коммуны.